# Ormosia bancana
Ormosia bancana là một loài thực vật có hoa trong họ Đậu. Loài này được (Miq.) Merr. miêu tả khoa học đầu tiên.